# Trestní zákon (Československo, 1961)
Trestní zákon (ve zkratce tr. zák.), celým názvem „zákon č. 140/1961 Sb., trestní zákon“, byl zákon, který v Československu upravoval trestní právo a který nabyl účinnosti dne 1. ledna 1962. 
Zákon nebyl úplnou kodifikací trestního práva hmotného, protože zvláštní skutkovou podstatu trestného činu proti míru obsahoval zákon na ochranu míru a další skutkovou podstatu trestného činu setrvání při kočovném způsobu života obsahoval až do roku 1990 zákon č. 74/1958 Sb., o trvalém usídlení kočujících osob.
Původní podoba zákona byla měněna a upravována pozdějšími zákony; do listopadu 1989 bylo 8 novelizací, v následujícím období do poloviny roku 2006 došlo k 61 novelizacím a do textu zákona rovněž třikrát zasáhl svými nálezy Ústavní soud. 
Po zániku ČSFR platil v České republice i Slovenské republice. Ve Slovenské republice až do konce roku 2005, když byl od 1. ledna 2006 nahrazen novým trestním zákoníkem – zákonem č. 300/2005 Z.z., trestný zákon. V České republice platil pak až do konce roku 2009, když byl od 1. ledna 2010 nahrazen novým trestním zákoníkem – plným názvem „zákon č. 40/2009 Sb., trestní zákoník“ (neformálně, především v prvních letech po schválení, „nový trestní zákoník“, zkratka NTZ).
Uspořádání zvláštní části trestního zákona bylo poplatné době jeho vzniku. Komunistický režim kladl důraz na stíhání skutků namířených proti jeho podstatě a existenci, a proto byly na prvních místech zvláštní části vymezeny trestné činy proti republice, hospodářství a pořádku ve věcech veřejných. Na druhou stranu byl tímto zákonem v Československu v jako jedné z prvních zemích legalizován dobrovolný homosexuální styk. Naproti tomu v systematice nového trestního zákoníku jsou v souladu se základními principy svobodné demokratické společnosti kladeny na přední místo trestné činy namířené proti základním právům jednotlivce (trestné činy proti životu, zdraví, svobodě a důstojnosti apod.).

## Obsah
Trestní zákon se, kromě přechodných a závěrečných ustanovení, členil na obecnou a zvláštní část:
- Obecná část – stanovila účel a působnost zákona, určovala trestní odpovědnost i zánik trestnosti, obsahovala katalog trestů i ochranných opatření a zvláště upravovala trestní odpovědnost mladistvých.
- Zvláštní část – obsahovala katalog trestných činů, které byly podle charakteru chráněného společenského zájmu rozděleny do 12 hlav, některé hlavy byly dále děleny do oddílů. Hlavy byly seřazeny podle tehdejšího svého významu:

1. Trestné činy proti republice
  1. Trestné činy proti základům republiky
    - vlastizrada
    - rozvracení republiky
    - teror
    - záškodnictví
    - sabotáž
    - podvracení republiky (do roku 1990)
    - poškozování státu světové socialistické soustavy (do roku 1990)
    - pobuřování (do roku 1990)
zneužívání náboženské funkce (do roku 1990)
hanobení republiky a jejího představitele (do roku 1997)
hanobení státu světové socialistické soustavy a jeho představitele (do roku 1990)

  2. Trestné činy proti bezpečnosti republiky
  3. Trestné činy proti obraně vlasti
2. Trestné činy hospodářské
  1. Trestné činy proti hospodářské soustavě
  2. Trestné činy proti hospodářské kázni
  3. Trestné činy proti majetku v socialistickém vlastnictví
  4. Trestné činy proti měně a trestné činy daňové
  5. Trestné činy proti předpisům o nekalé soutěži, ochranných známkách, chráněných vzorech a vynálezech a proti autorskému právu
3. Trestné činy proti pořádku ve věcech veřejných
  1. Trestné činy proti výkonu pravomoci státního orgánu a orgánu společenské organizace a veřejného činitele
  2. Trestné činy veřejných činitelů
  3. Úplatkářství
  4. Některé formy trestné součinnosti
  5. Jiná rušení činnosti státního orgánu a orgánu společenské organizace
4. Trestné činy obecně nebezpečné
5. Trestné činy hrubě narušující občanské soužití
6. Trestné činy proti rodině a mládeži
7. Trestné činy proti životu a zdraví
8. Trestné činy proti svobodě a lidské důstojnosti
  1. Trestné činy proti svobodě
  2. Trestné činy proti lidské důstojnosti
9. Trestné činy proti majetku
10. Trestné činy proti lidskosti
11. Trestné činy proti brannosti
12. Trestné činy vojenské